# Piaskowiec kwarcowy
Piaskowiec kwarcowy – najbardziej powszechna scementowana psamitami zwięzła skała osadowa, składająca się niemal wyłącznie z minerałów kwarcu o średnicy ziaren od 0,1 do 2,0 milimetrów, powstała w wyniku diagenezy piasku. Skała należy do grupy skał okruchowych.
Skała stosowana w budownictwie.